# Kūlupis (přítok Salantu)
Kūlupis je říčka na západě Litvy v okrese Kretinga (Klajpedský kraj), v Žemaitsku. Pramení v katastru obce Klausgalvai, při západním okraji silnice č. 226 Kūlupėnai - Salantai. Vlévá se do Salantu 1,4 km od jeho ústí do řeky Minija 2 km na východoseverovýchod od obce Kūlupėnai. Je to jeho pravý přítok. Teče směrem jižním. Nemá významnější přítoky.
Podle Kūlupisu je pojmenováno nedaleké městečko Kūlupėnai.

## Obce při říčce
- Klausgalvai, Klausgalvų Medsėdžiai, Šalynas, Nasrėnai, Tinteliai.